# Président de la république islamique de Mauritanie
Le président de la république islamique de Mauritanie (en arabe : رئيس الجمهورية الإسلامية الموريتانية) est le chef de l'État mauritanien. Ses compétences politiques et institutionnelles sont régies par la Constitution.

## Système électoral
Le président mauritanien est élu au scrutin uninominal majoritaire à deux tours pour un mandat de cinq ans renouvelable une seule fois. Si aucun candidat ne recueille la majorité absolue des suffrages exprimés au premier tour, un second est convoqué deux semaines plus tard entre les deux candidats arrivés en tête, et celui recueillant le plus de suffrages l'emporte. 
Les candidats doivent obligatoirement être de religion musulmane, et être âgés de quarante ans minimum à la date du premier tour.